# ماريون براون
ماريون براون (بالإنجليزية: Marion Brown)‏ هو عازف جاز أمريكي، ولد في 8 سبتمبر 1931 في أتلانتا في الولايات المتحدة، وتوفي في 18 أكتوبر 2010 في هوليوود في الولايات المتحدة بسبب مرض.

## وصلات خارجية
- ماريون براون على موقع ميوزك برينز (الإنجليزية)
- ماريون براون على موقع أول ميوزيك (الإنجليزية)
- ماريون براون على موقع ديسكوغز (الإنجليزية)